# Пайн-Гроув Тауншип (округ Воррен, Пенсільванія)
Пайн-Гроув Тауншип (англ. Pine Grove Township) — селище (англ. township) в США, в окрузі Воррен штату Пенсільванія. Населення — 2604 особи (2020).

## Демографія
Згідно з переписом 2010 року, у селищі мешкало 2695 осіб у 1134 домогосподарствах у складі 849 родин. Було 1270 помешкань
Расовий склад населення:
| - 97,9 % — білих - 0,5 % — азіатів - 0,4 % — чорних або афроамериканців - 0,2 % — корінних американців |

До двох чи більше рас належало 1,0 %. Частка іспаномовних становила 0,8 % від усіх жителів.
За віковим діапазоном населення розподілялося таким чином: 19,5 % — особи молодші 18 років, 60,5 % — особи у віці 18—64 років, 20,0 % — особи у віці 65 років та старші. Медіана віку мешканця становила 47,8 року. На 100 осіб жіночої статі у селищі припадало 97,6 чоловіків;  на 100 жінок у віці від 18 років та старших — 94,8 чоловіків також старших 18 років.
Середній дохід на одне домашнє господарство  становив 74 587 доларів США (медіана — 50 091), а середній дохід на одну сім'ю — 87 200 доларів (медіана — 58 088). Медіана доходів становила 45 745 доларів для чоловіків та 33 705 доларів для жінок. За межею бідності перебувало 6,0 % осіб, у тому числі 12,4 % дітей у віці до 18 років та 1,8 % осіб у віці 65 років та старших.
Цивільне працевлаштоване населення становило 1280 осіб. Основні галузі зайнятості: виробництво — 22,0 %, освіта, охорона здоров'я та соціальна допомога — 22,0 %, роздрібна торгівля — 13,9 %, фінанси, страхування та нерухомість — 7,3 %.